# Eduard Toman
Eduard Toman (nascido a 25 de maio de 1960, em Kharkiv) é um actor estoniano.
Em 1983 ele formou-se na escola de teatro em Moscovo. De 1983 a 1993 e de 2005 a 2011 ele foi actor no Teatro Russo, tendo sido o gerente artístico (em estoniano:  kunstiline juht) de 1993 a 2005.
Além de papéis teatrais ele também actuou em vários filmes e séries de televisão.
Prémios:
- 2002: Ordem da Estrela Branca, V classe[2]